# Guarea pterorhachis
Guarea pterorhachis är en tvåhjärtbladig växtart. Guarea pterorhachis ingår i släktet Guarea och familjen Meliaceae. Utöver nominatformen finns också underarten G. p. submarginalis.